# Papúa Nueva Guinea en los Juegos Paralímpicos de Londres 2012
Papúa Nueva Guinea estuvo representada en los Juegos Paralímpicos de Londres 2012 por dos deportistas masculinos. El equipo paralímpico papú no obtuvo ninguna medalla en estos Juegos.